# Chiesa di Sant'Efisio (Quartu Sant'Elena)
La chiesa di Sant'Efisio è una delle chiese di Quartu Sant'Elena.
Sorge nell'omonima piazza tra via Garibaldi e via XX Settembre.

## Storia
La chiesa, inizialmente dedicata ai santi Efisio e Sebastiano, venne costruita tra il 1728 e il 1729, grazie al lascito testamentario della nobile benefattrice quartese Maria Piras.
La chiesa dopo essere stata per tanti anni in stato di semi-abbandono è stata restaurata grazie ai fondi messi a disposizione dal comune e alle donazioni della nuova Confraternita di Sant'Efisio.
Attualmente viene aperta l'ultima domenica di agosto giorno in cui viene festeggiato il santo.

## Descrizione
La chiesa è in stile barocco.
La facciata, conclusa da un campanile a vela a due archi, è molto semplice come la maggior parte delle chiese costruite in quel periodo. Il portone è quadrato ed è sovrastato da un rosone attraverso il quale la luce entra all'interno della chiesa.
Il tempio ha una sola navata con volta a botte scandita da tre sottarchi a tutto sesto. L'ultimo sottarco separa la navata dal presbiterio coperto da una cupola ottagonale.

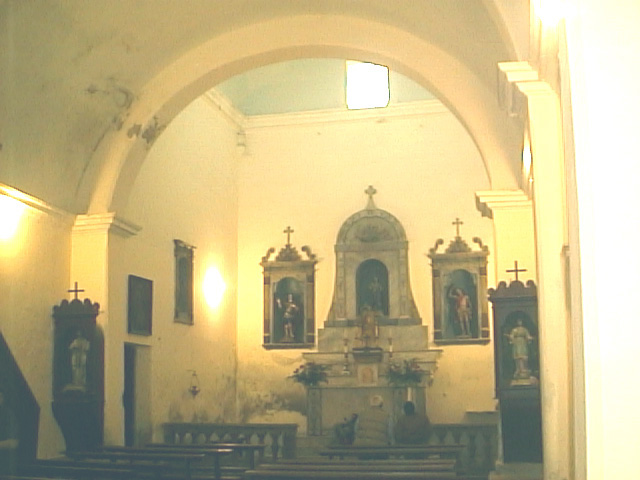
Interno della chiesa

La cupola poggia su un tamburo quadrato che poggia ai quattro angoli su delle mensole a forma di teste umane.
Si pensa che queste teste raffigurino la benefattrice quartese e suo marito.
Successivamente tra i contrafforti venne ricavata una cappella per lato. Nella cappella di destra nella volta è presente un affresco che raffigura la Madonna del fulmine.
Sulla destra della chiesa sorge la sacrestia. Questa è voltata a botte ed è abbellita da un medaglione con i simboli dei santi e una spiga, che rappresenta la famiglia di Maria Piras. Spiga era infatti il cognome del marito. All'interno della sacrestia inoltre si trova un ritratto della benefatrice con un ricco abito tradizionale.
Sulla sinistra invece sorge la stanza della confraternita di Sant'Efisio.
Molte sono le statue che abbelliscono l'ambiente. Alcune furono realizzate da maestranza locali, altre invece sono di scuola napoletana.

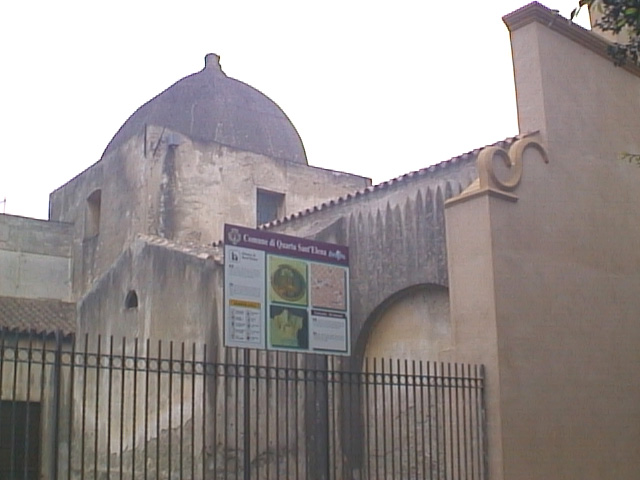
La cupola della chiesa

Nel presbiterio dentro due nicchie si trovano le statue dei santi titolari della chiesa.